# 平川松太郎

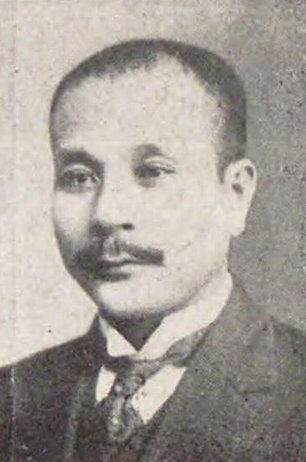
平川松太郎

平川 松太郎（ひらかわ まつたろう、1877年（明治10年）5月15日 - 1943年（昭和18年）5月19日）は、日本の衆議院議員（憲政会→立憲民政党）、弁護士。

## 経歴
広島県双三郡和田村（現在の三次市）出身。1901年、東京法学院（現在の中央大学）を卒業。弁護士試験に合格し、弁護士を開業。また小田原商業学校校長も務めた。
1924年の第15回衆議院議員総選挙に出馬し、当選。以後、当選回数は7回を数えた。その間、濱口内閣で小泉又次郎逓信大臣の秘書官を、第2次若槻内閣で逓信参与官を、平沼内閣で逓信政務次官をそれぞれ務めた。